# Disturbio del lúpulo de Wheatland
El disturbio del lúpulo de Wheatland (en inglés, Wheatland hop riot) fue un enfrentamiento violento durante una huelga de trabajadores agrícolas que exigían condiciones de trabajo decentes en el rancho Durst en Wheatland, California, Estados Unidos, el 3 de agosto de 1913. El disturbio, que resultó en cuatro muertes y numerosos heridos, fue posteriormente culpado por las autoridades locales, que estaban controladas por la dirección del rancho, a Industrial Workers of the World (IWW). El disturbio del lúpulo de Wheatland fue uno de los primeros enfrentamientos importantes de trabajadores agrícolas en California y un presagio de más batallas de este tipo en los Estados Unidos a lo largo del siglo XX.

## Antecedentes

### Recolección de lúpulo en el rancho Durst

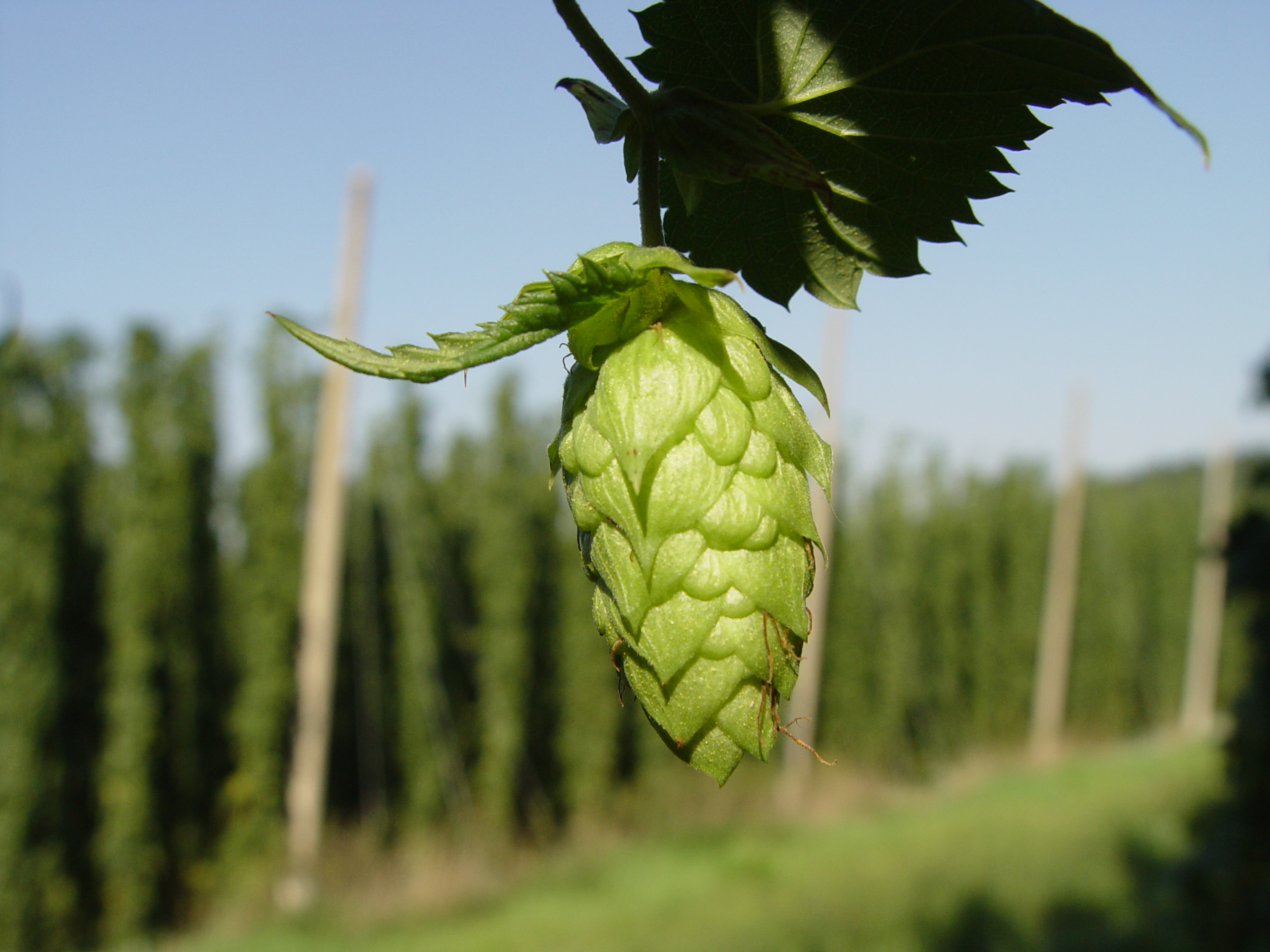
Las plantas de lúpulo producen un cono de flores resinoso que se utiliza como agente aromatizante en la cerveza.

Ralph H. Durst (28 de marzo de 1865-4 de mayo de 1938) fue un productor líder de lúpulo en el Valle Central de California. El Eancho Durst, ubicado en 640 acres (2.6 km²) en las afueras de la ciudad de Wheatland en el condado de Yuba, California, era el mayor empleador individual de mano de obra agrícola en el estado, requiriendo cada verano la contratación de cientos de trabajadores estacionales para ayudar a traer la cosecha. La granja también secaba y empaquetaba los lúpulos recogidos en el lugar, antes de transportarlos en tren a San Francisco para exportarlos a Inglaterra.
En el verano de 1913, Durst anunció la contratación de trabajadores temporales de la cosecha, como siempre lo había hecho, prometiendo mucho trabajo con altos salarios. En un volante solicitando trabajadores, Durst Ranch prometió un trabajo a cada recolector de lúpulo blanco que llegara a su granja el 5 de agosto.
En este año, sin embargo, el número de trabajadores dispuestos superó con creces la demanda, con unos 2800 hombres, mujeres y niños que acudieron en masa al rancho Durst para trabajar como recolectores en los campos. En realidad, solo había puestos de trabajo para unos 1500 trabajadores por día y, en consecuencia, se redujeron drásticamente las tarifas.
Además de la falta de empleo para muchos de los que llegaban al rancho Durst, las condiciones de vida de los trabajadores temporales del campo eran especialmente malas. Los trabajadores vivían en tiendas de campaña bajo el caluroso sol de verano en una ladera árida, pagando a Durst 75 centavos por semana por el privilegio como tarifa de alquiler. Sin embargo, había más trabajadores disponibles de los que podían acomodarse en estas tiendas, lo que obligó a algunos a arreglárselas en los elementos debajo de estructuras rudimentarias construidas con postes y sacos de arpillera.
Las instalaciones sanitarias eran tremendamente insuficientes para una mano de obra tan numerosa. A menudo estaban extremadamente sucias, rebosantes de excrementos humanos y cubiertas de moscas. El agua potable estaba a una milla de los campos y Durst se negó a suministrarla a los recolectores bajo su empleo, y en cambio permitió que su primo operara un vagón de limonada comercial. Además, la limonada no era natural sino un jugo en polvo inferior y se vendía a cinco centavos el vaso.
Los salarios debían pagarse en función del peso del lúpulo recogido, y los recolectores prometían una tarifa de pago de 1 dólar por cada 100 libras (45 kilogramos) recolectadas. Esta tasa era engañosa porque los lúpulos recogidos se limpiaban en profundidad antes del pesaje final, sin que ningún recolector estuviera presente para verificar el trabajo del equipo de limpieza. Los trabajadores generalmente recibían menos de $ 1,50 por día por doce horas de trabajo bajo un sol de verano que podía alcanzar los 110 °F (43 °C). Los trabajadores de otras granjas de la zona normalmente obtenían el doble.
Para avivar aún más el malestar de los trabajadores, Durst mantuvo una política de retener el 10% del salario diario adeudado a cada trabajador hasta el final de la cosecha, para ser recibido solo por aquellos que permanecieron en el rancho Durst hasta el final. De esta manera, los trabajadores se veían obligados a permanecer en la finca hasta el final de la cosecha si no querían hacer frente a la pérdida de una parte sustancial de sus ganancias.

### Huelga

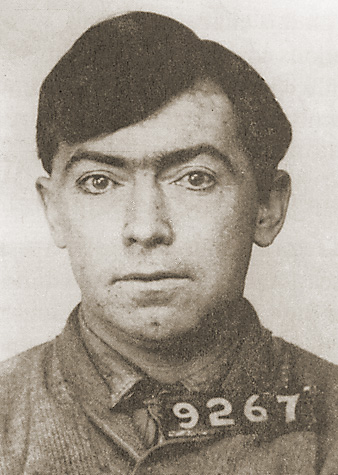
Richard «Blackie» Ford, portavoz de los trabajadores del campo en huelga en el momento del disturbio del lúpulo de Wheatland.

La cosecha de lúpulo comenzó en el rancho Durst el 29 de julio de 1913. El descontento por el salario y las condiciones estalló de inmediato entre los trabajadores migrantes cuando se aclararon los términos reales de su empleo y sus condiciones de vida.
El viernes 1 de agosto de 1913, un grupo de una treintena de trabajadores de campo afiliados libremente a los radicales Industrial Workers of the World (miembros de los cuales se conocían como «Wobblies») se establecieron como locales temporales de esa organización y comenzaron a agitarse entre sus pares para tomar medidas sobre las terribles condiciones a las que se enfrentaban. Un ex-Wobbly, Richard «Blackie» Ford, fue elegido para ser el portavoz de las demandas de los trabajadores de campo, que incluían una tarifa de pago de $ 1.25 por 100 libras recolectadas, un nuevo sistema en el que los trabajadores limpiaban sus propios lúpulos recolectados, que agua potable fuera proveída en los campos, mejora de las instalaciones sanitarias y baños separados para las mujeres, y la contratación de asistentes para ayudar a las mujeres y los niños con la carga de sacos pesados de lúpulo en los vagones.
Durst cumplió parcialmente, indicando que de ahora en adelante mejoraría las instalaciones sanitarias, proporcionaría agua en los campos y permitiría que un trabajador presenciara el proceso de limpieza. Ford respondió amenazando con una huelga si no se cumplían las demás demandas. Durst inmediatamente despidió a Ford y a los demás miembros del comité de huelga que lo acompañaban. Sin embargo, Ford y el comité de huelga se negaron a cobrar su paga y salir del rancho, lo que llevó a Durst a llamar al alguacil Henry Daken y pedirle que arrestara al líder de la huelga. No se realizaron detenciones por falta de orden de captura.
La tensa situación comenzó a calentarse. Se convocó una reunión masiva, a la que se dirigieron Ford y Herman Suhr, un miembro de IWW que actuaba como secretario del local temporal en el rancho Durst. Otros oradores se dirigieron a la multitud en alemán, griego, italiano, árabe y español. Un conteo de manos alzadas indicó que una gran mayoría de los recolectores en la reunión estaban a favor de la huelga. La multitud permaneció en paz y cantó canciones Wobbly durante la tarde.
Se llevaron a cabo pequeñas reuniones adicionales entre los recolectores el sábado 2 de agosto.

## Acontecimientos del 3 de agosto de 1913
Con una importante huelga de recolectores de lúpulo a la vista, Ralph Durst se dirigió a la ciudad para reunir a las autoridades locales para sofocar la revuelta. Reunió al fiscal de distrito del condado de Yuba, Edward Manwell (quien también era su propio abogado personal), al alguacil de Marysville, George Voss, y a varios alguaciles adjuntos. El alguacil y sus hombres se acercaron a la plataforma de los oradores para arrestar a Ford, que se dirigía a la asamblea. Los trabajadores comenzaron a intervenir a favor de Ford. Muy superado en número, uno de los agentes de la ley disparó una escopeta al aire en un esfuerzo por dispersar a la multitud. El disparo provocó el efecto contrario deseado y muchos miembros de la multitud se abalanzaron sobre el fiscal de distrito Manwell y el alguacil adjunto Lee Anderson y comenzaron a golpearlos.
Estallaron los disparos y se produjo un disturbio en toda regla. Posteriormente, Manwell, de 45 años, el alguacil adjunto Eugene Reardon, un recolector de lúpulo puertorriqueño y un recolector de lúpulo inglés yacían muertos. Un recolector perdió un brazo por el disparo de una escopeta.
Los relatos de testigos presenciales del incidente fueron contradictorios. Un periódico local, el Marysville Appeal, señaló que, si bien un gran número de personas habían presenciado el tiroteo, «sus historias variaban considerablemente». En la estimación del historiador Greg Hall:
La multitud ... estaba desarmada. Según la mayoría de los relatos, las muertes de Manwell y Reardon fueron el resultado de que Reardon y quizás otro miembro de la cuadrilla les quitaran las armas y las usaran en su contra.
Otro historiador de los hechos de Wheatland indica que el fiscal y el alguacil adjunto fueron asesinados por el trabajador puertorriqueño, quien logró desarmar a un agente de la ley y utilizó su arma de fuego contra ellos, solo para ser asesinado él mismo por un miembro de la cuadrilla. Se dice que el recolector inglés que fue asesinado fue un espectador inocente no involucrado en la violencia del disturbio en este relato alternativo.
A raíz de la violencia, muchos trabajadores del lúpulo abandonaron inmediatamente el rancho Durst, dispersándose en todas direcciones. Mientras tanto, las autoridades de Wheatland y Marysville contactaron de inmediato al gobernador de California Hiram Johnson solicitando el envío rápido de unidades de la Guardia Nacional para mantener el orden. Las propias autoridades locales encargadas de hacer cumplir la ley se apresuraron a tomar medidas y arrestaron a unos 100 trabajadores agrícolas estacionales.
Los arrestados fueron sometidos a inanición y golpizas físicas en un esfuerzo por obtener testimonios que se utilizarían contra los líderes de la huelga. Uno de esos prisioneros, un trabajador de campo llamado Alfred Nelson, fue trasladado de un condado a otro donde lo mantuvieron incomunicado, sudaba, pasaba hambre, lo golpeaban y lo amenazaban repetidamente de muerte a menos que confesara su participación en los asesinatos. En Martinez, Nelson fue trasladado de la cárcel a una habitación de un hotel donde fue golpeado por un alguacil y un detective privado con culatas de pistola y una manguera de goma y amenazado con ejecución sumaria. Nelson se negó a confesar y finalmente fue devuelto a la cárcel. El trato que recibió Nelson conmocionó al fiscal de distrito de Martinez, A. B. McKenzie, quien declaró que el trato de Nelson había sido «uno de los mayores atropellos que se han perpetuado en este estado». El consulado sueco en San Francisco presentó una protesta formal en nombre de Nelson, un ciudadano sueco.
Se llevó a cabo una investigación forense que concluyó que el liderazgo de la huelga de IWW había causado el disturbio que condujo a la muerte del fiscal de distrito Manwell. Se emitieron rápidamente órdenes de arresto contra Ford y Suhr por cargos de asesinato. Ambos pronto fueron detenidos, al igual que sus compañeros de trabajo Walter Bagan y William Beck, todos los cuales fueron detenidos para ser juzgados. La presión psicológica fue tan severa que Nels Nelson, el recolector que perdió el brazo por una herida de bala, se ahorcó en su celda. Otro preso intentó sin éxito hacer lo mismo. Un tercer recluso sufrió una crisis nerviosa y tuvo que ser internado en un hospital psiquiátrico.

## Juicio

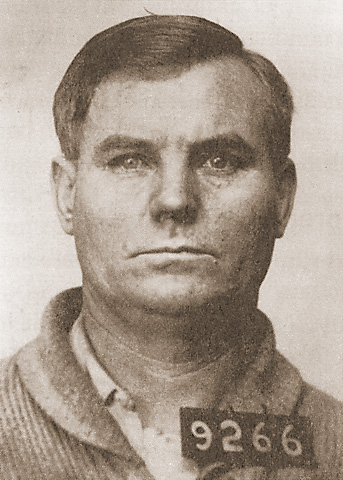
Herman D. Suhr, secretario del local del Rancho Farm de Industrial Workers of the World y líder de la huelga de agosto de 1913.

La defensa de los acusados de IWW estuvo a cargo del abogado socialista Austin Lewis, amigo de la organización. Se establecieron dos organizaciones de defensa legal para recaudar fondos para el juicio: la Wheatland Hop Picker's Defense League, lanzada por la propia IWW, y la International Workers' Defense League, que fue un esfuerzo de coalición. A mediados de febrero de 1914, los grupos habían recaudado una suma combinada de $ 5575 para ayudar al esfuerzo de defensa.
Los periódicos de todo el estado tacharon a los acusados de IWW como fanáticos comprometidos con la violencia y el sentimiento local fue abrumadoramente hostil. Un periódico local, el Marysville Democrat, denunció a los Wobblies como «serpientes venenosas humanas» que «siempre instaron a la resistencia armada a la autoridad constituida» y, por lo tanto, eran «más peligrosos y mortales que los animales salvajes de las selvas».
El juicio se inició en la vecina Marysville. El abogado Lewis intentó obtener un cambio de lugar para que los acusados pudieran ser juzgados en un entorno más neutral que el ambiente sobrecalentado del condado de Yuba. Además del sesgo generalizado contra IWW en la comunidad local, Lewis señaló que el juez del caso, E. P. McDaniel, era amigo personal del fiscal de distrito fallecido. La solicitud de cambio de sede fue denegada y el gobernador Johnson también se negó a nombrar un nuevo juez en el caso.
Ocho de los doce miembros del jurado del juicio de los organizadores de la huelga agrícola eran dueños de granjas como Durst. El testimonio de la acusación enfatizó el hecho de que Ford y Suhr eran «agitadores». Ningún testigo indicó que habían visto a Ford con una pistola; más bien se argumentó que al movilizar a los recolectores de lúpulo, el organizador de la IWW había «llenado los cargadores de la ira». La supuesta «confesión» de Suhr no fue presentada como evidencia, indicativa de que se había obtenido mediante el uso de fuerza, pero tres alguaciles adjuntos se subieron al estrado para testificar que Suhr les había dicho que le había quitado un arma a un anciano mientras huía del lugar y había disparado dos veces. Esta acusación fue negada por Suhr. No se presentaron pruebas de testigos presenciales que indiquen que Suhr realmente había realizado los disparos mortales.
Testigos de la defensa indicaron que los disparos que mataron a los agentes del orden fueron efectuados por el recolector puertorriqueño muerto de la pistola del alguacil adjunto Reardon, que había sido incautada en la refriega. El abogado Lewis enfatizó en su cierre que:
Ninguno de los acusados participó en el tiroteo. Ninguno fue visto con una pistola en la mano. Ninguno aconsejó o instigó a la violencia. Nada en la evidencia apunta a una conspiración, y mucho menos lo prueba.
A pesar de los mejores esfuerzos de Lewis, el resultado de la prueba nunca estuvo realmente en duda. El 13 de enero de 1914, Blackie Ford y Herman Suhr, los líderes reconocidos de la huelga que había degenerado en un disturbio fatal, fueron declarados culpables de asesinato en segundo grado después de un día de deliberación del jurado. Ambos recibieron cadenas perpetuas en la penitenciaría estatal. Walter Bagan y William Beck, debido a su menor participación en la huelga y sin evidencia que los vinculara con la violencia resultante, fueron absueltos.

## Legado
A pesar de las condenas de Ford y Suhr, la estatura de la IWW creció entre los trabajadores migrantes de California después de disturbio del lúpulo de Wheatland y esa organización surgió como un representante principal de los trabajadores agrícolas en el estado. El número de wobblies en California se elevó a 5000 a finales de 1914, con cuarenta locales de la organización salpicando el estado.
El disturbio del lúpulo de Wheatland de 1913 centró la opinión pública por primera vez en la difícil situación de los trabajadores agrícolas de California. El gobernador republicano progresista de California, Hiram Johnson, otorgó poder a una nueva Comisión de Inmigración y Vivienda para investigar las causas subyacentes del disturbio de Wheatland, que dio lugar a una nueva legislación que previera la inspección estatal de los campos de trabajo.
La investigación del estado de California atrajo la atención federal y en agosto de 1914 la Comisión de Relaciones Industriales de los Estados Unidos llevó a cabo audiencias sobre el disturbio del lúpulo de Wheatland en San Francisco. Los testimonios reunidos revelaron aún más las condiciones que enfrentaban los trabajadores agrícolas de California en general y los del rancho Durst en particular, así como la violencia sistémica practicada por detectives privados que trabajaban en cooperación con las autoridades policiales del condado de Yuba.
Las apelaciones a la Corte Suprema de California en nombre de Ford y Suhr no tuvieron éxito y los dos líderes condenados de la huelga de Wheatland permanecieron tras las rejas durante más de una década. Blackie Ford finalmente fue puesto en libertad condicional en 1924 solo para ser inmediatamente arrestado y acusado de asesinato por el fiscal de distrito de Yuba City, esta vez por la muerte del ayudante del alguacil Reardon. Se celebró un juicio, tras el cual el jurado deliberó durante 77 horas antes de emitir un veredicto absolutorio. Herman Suhr fue indultado poco después.
Hoy en día, el sitio del disturbio del lúpulo de Wheatland está registrado como Hito Histórico de California # 1003.